# 港南 (東京都港區)
港南（日语：／ Kōnan */?）是日本東京都港區的區域及町名，現行行政地名為港南一丁目至港南五丁目。2012年7月1日止的人口為19,988人。郵遞區號108-0075。

## 地理
位於港區南部東京港沿岸，緊鄰品川站東側。全區幾乎都是填海地，包括「隅田川口改良計畫」的東京灣埋立3號地、「東京港修築事業計畫」的埋立9號地、品川埠頭埋立地等。北鄰芝浦與海岸、南接品川區北品川與東品川，西臨高輪，東隔東京港與台場相望。内陸側為港南一丁目與港南二丁目，高濱運河面海側為港南三丁目與港南四丁目，京濱運河與海之間的地區為港南五丁目。除港區台場的飛地外，此區域是港區的最南端，擁有東京港重要埠頭之一的品川埠頭。
町域内有戰前東京市、東京都的公有設施（东京都下水道局芝浦水再生中心、都建設局的倉庫、都再生油工場、都家畜飼育場、都芝浦屠場等），靠近品川站的區域曾是沒有人行道、荒涼的地區。但是，隨著貨物總站與新幹線車輛基地（舊東京第一車輛所，1992年遷移）舊址再開發，品川Intercity、品川Grand Commons陸續開業，辦公大樓與商業設施陸續興建，加上東海道新幹線品川站開業，讓本地能直接來往名古屋、關西地區，許多企業開始將總部遷移至此，現已成為東京都內重要的商務區。目前區域內有許多以「品川」命名的設施與建築。
由於近年的再開發風氣，此地興起高層公寓的建設熱潮，有「灣岸戰爭」之稱。這是因為經濟不景氣讓企業為了減少負債而大量出售倉庫等用地給不動產業者。因此，本地為人口成長非常快速的區域。

## 歷史

### 地名由來
1965年（昭和40年）實施住居表示，以位於港區南部命名。但在1963年（昭和38年）就有港南中學校、都營港南團地等地名，也有町名源自於此的說法。

### 沿革
- 嘉永6年（1853年），因馬修·培理的來訪，江戶幕府在現在的港南地區建設台場（品海砲台）。（台場的歷史請參見御台場）
- 1912年（明治45年），隅田川口改良工事開工，開始填海造陸。
- 1933年（昭和8年）11月16日，高輪海岸填海地設立高濱町，屬東京市芝區。
- 1943年（昭和18年）4月1日，高濱町前的填海地設立海岸通五丁目與海岸通六丁目。
- 1947年（昭和22年）3月15日，芝區與赤坂區、麻布區合併成立港區，高濱町與海岸通冠上「芝」，更名為東京都港區芝高濱町、芝海岸通。
- 1965年（昭和40年）3月1日，港南地區實施住居表示（日语：住居表示），芝高濱町與芝海岸通五丁目、芝海岸通六丁目地區成立現在的港南一～四丁目。此外，品川埠頭填海地與芝品海砲台（台場）成立港南五丁目。
- 1996年（平成8年），臨海副都心開發，第三台場、第六台場自港南五丁目改劃入台場一丁目。

### 住居表示實施前後的町名變遷
| 實施後     | 實施年月日   | 實施前（各町名部分地區） |
| ---------- | ------------ | ------------------------ |
| 港南一丁目 | 1965年3月1日 | 芝高濱町                 |
| 港南二丁目 | 1965年3月1日 | 芝高濱町                 |
| 港南三丁目 | 1965年3月1日 | 芝海岸通五丁目           |
| 港南四丁目 | 1965年3月1日 | 芝海岸通六丁目           |
| 港南五丁目 | 1967年8月1日 | 品川埠頭填海地           |

## 交通

### 鐵路
- 東日本旅客鐵道（JR東日本） - 車站所在地為高輪。
  - 山手線 ： 品川站
  - 京濱東北線 ： 品川站
  - 東海道本線 ： 品川站
  - 横須賀線 ： 品川站
- 東海旅客鐵道（JR東海）
  - 東海道新幹線 ： 品川站
- 京濱急行電鐵 - 車站所在地為高輪。
  - 京急本線 ： 品川站

### 巴士
都營巴士港南支所位於港南4丁目。

### 道路
- 首都高速1號羽田線
- 國道15號（第一京濱）
- 東京都道316號日本橋芝浦大森線
- 東京都道480號品川埠頭線（舊海岸通、海岸通）

### 港灣
- 品川埠頭

## 設施
政府設施
- 東京入國管理局
- 東京水上警察署

都設施
- 港東清掃事務所
- 东京都下水道局芝浦水再生中心

教育
- 港區立港南小學校
- 港區立港南中學校
- 東京都立港特別支援學校
- 東京海洋大學品川校區

企業
- JR東海品川大廈 - JR東海東京本社。

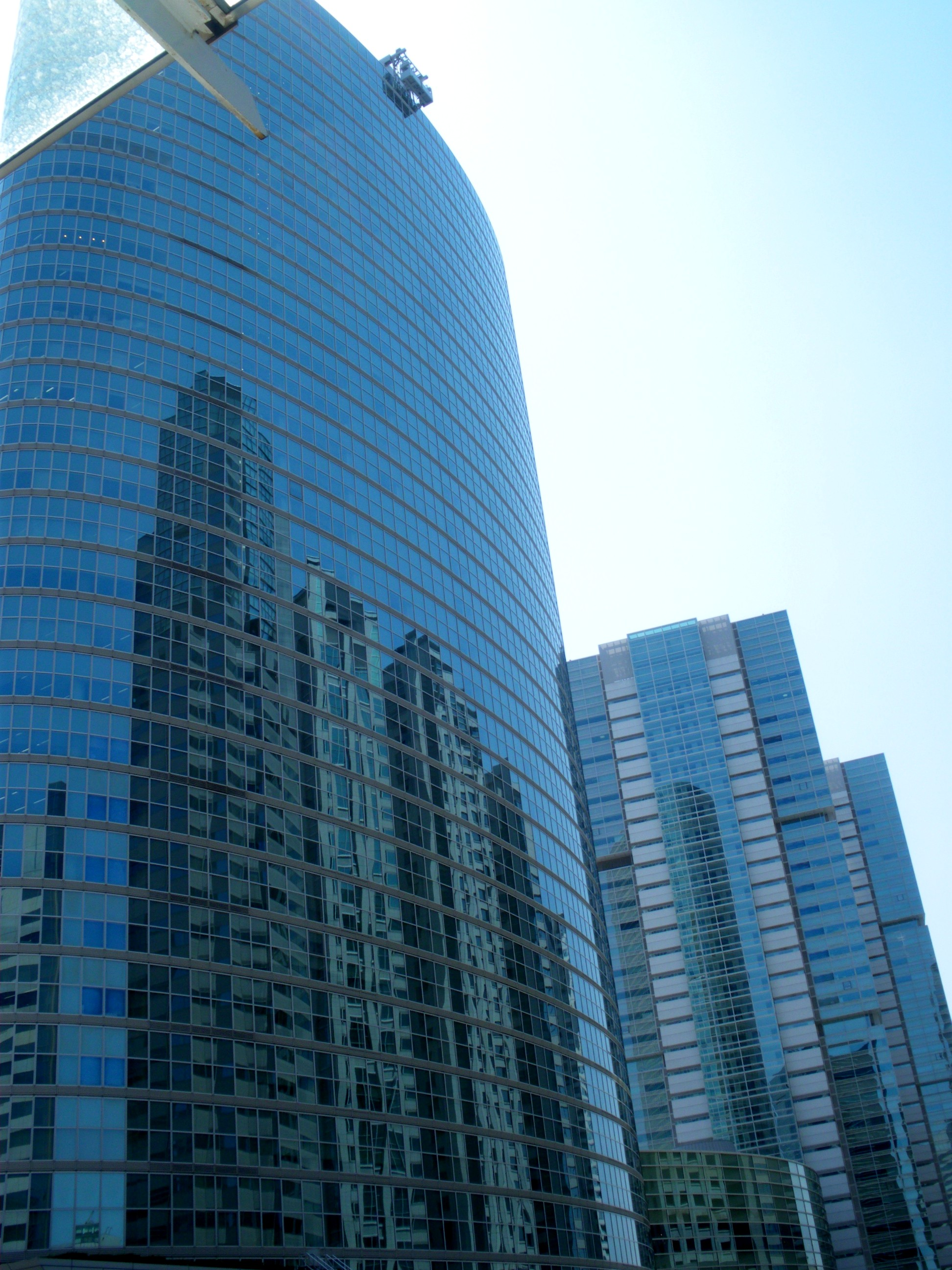
品川Intercity

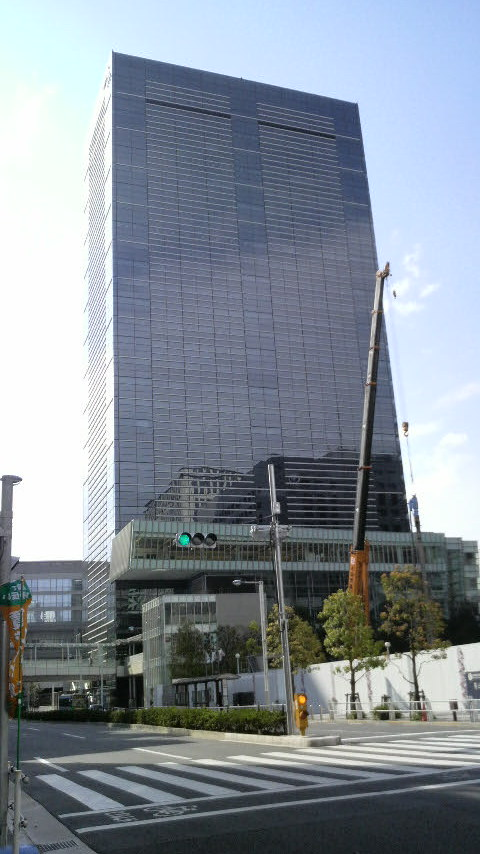
AREA品川

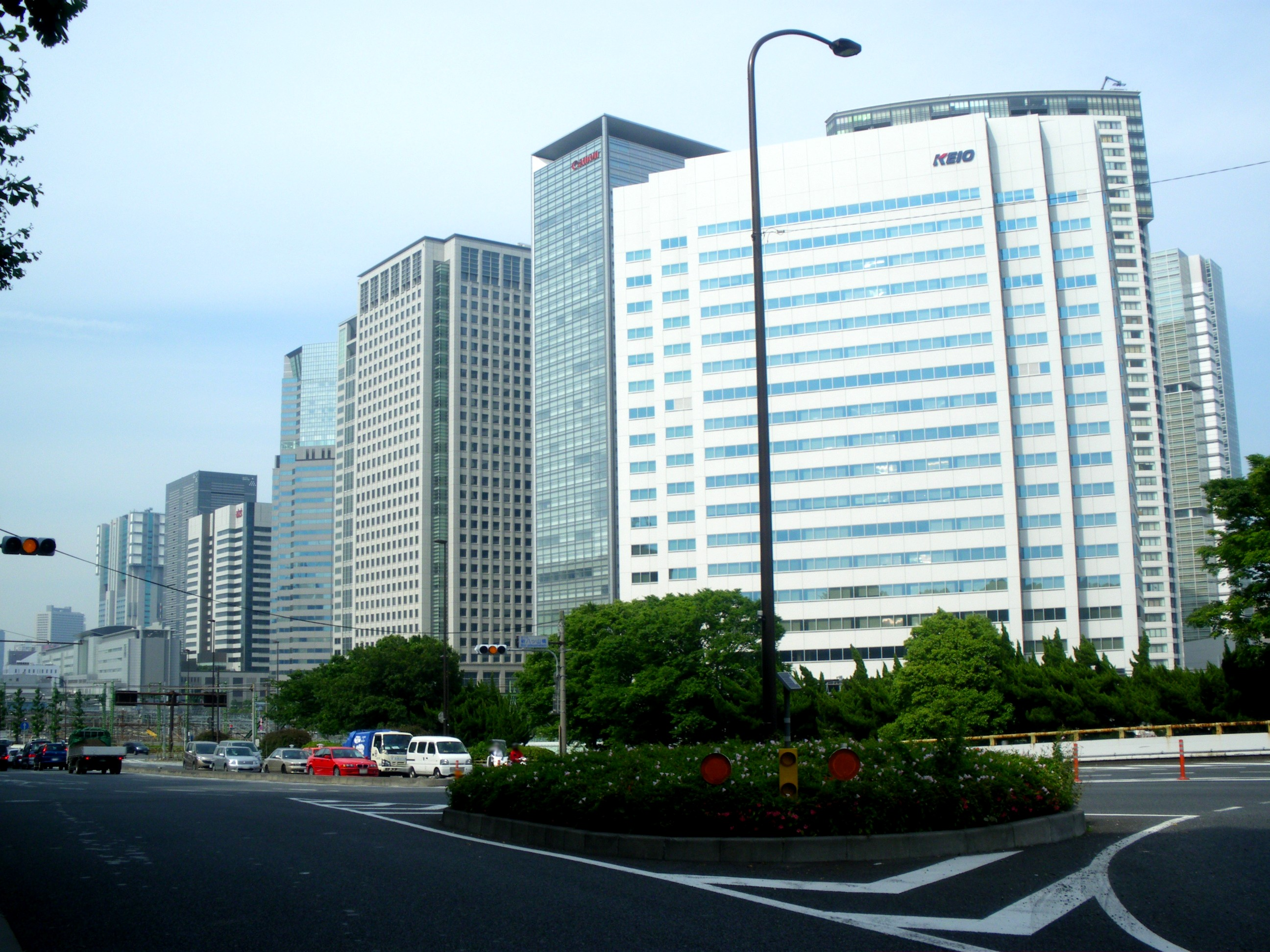
品川Grand Commons

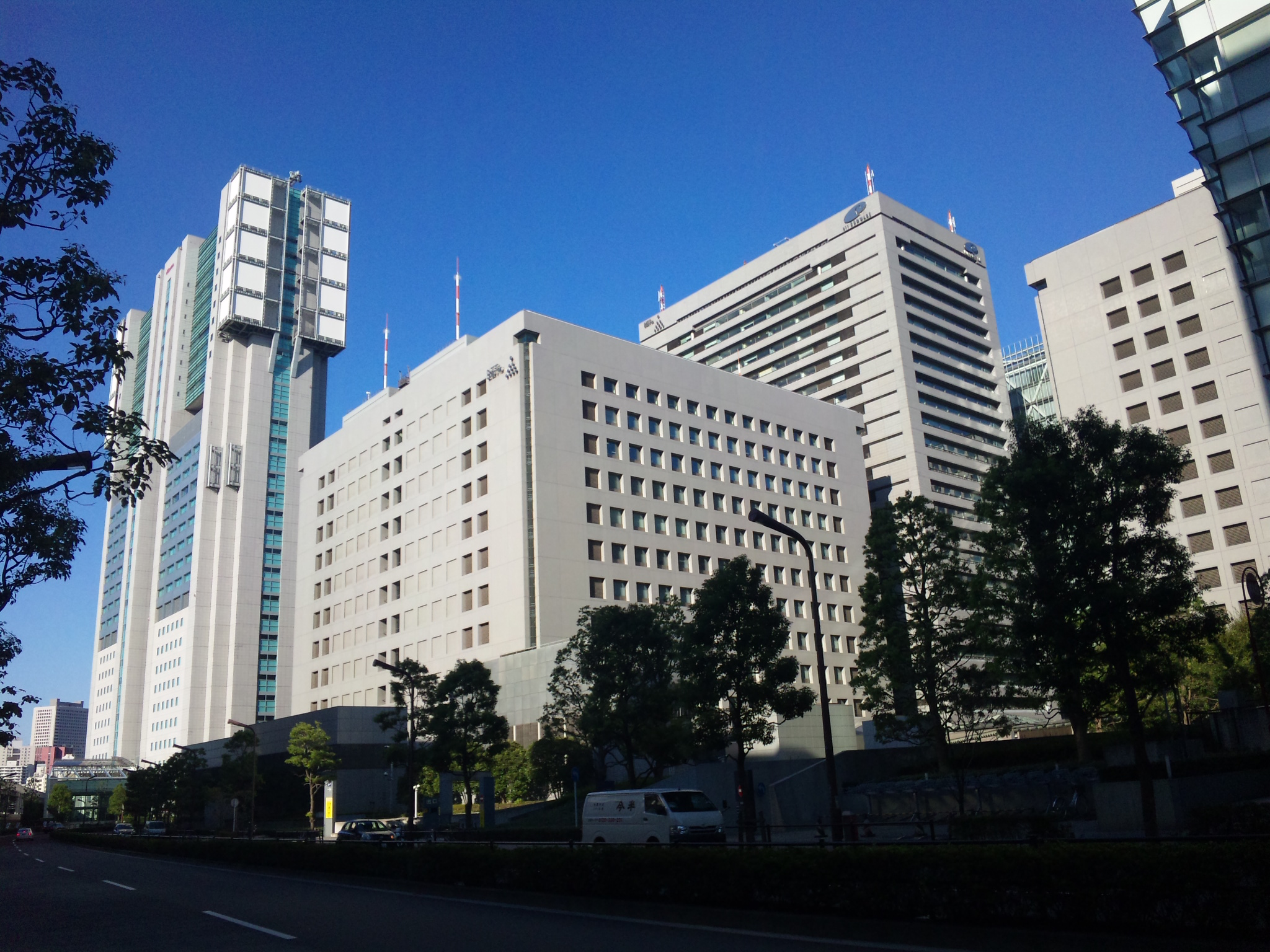
NTT品川TWINS/Docomo品川大廈

- JR品川東大廈 - atre品川、日立解决方案本社別館、ZENSHO、大赛璐東京本社等
- 品川Grand Commons
  - 品川東方第一大厦 - 大東建託本社、東京詩穎洲際酒店
  - 太陽生命品川大廈 - 太陽生命保險本社等。
  - 品川Grand Central Tower - 日本微軟、NTT Software本社等
  - 三菱重工大廈 - 三菱重工業本社
  - 佳能S大廈 - 佳能市場行銷日本本社
  - 京王品川大廈　-　電通國際情報服務本社等
- 品川前大廈（日语：品川フロントビル） - 豐田通商東京本社
- 品川Intercity（A棟・B棟・C棟）
  - 大林組本社
  - 富士通個人系統本社
  - 品川Intercity郵便局
- AREA品川 - NTT DATA
- 品川雙子大廈/品川雙子大廈別館 - NTT COMWARE本社
- 索尼城（日语：ソニーシティ） - 索尼本社
- 品川TS大廈 - 東洋水產本社
- KOKUYO東京品川辦公大樓　-　NET KOKUYO本社
- 三菱UFJ信託銀行港南大廈 - 三菱UFJ信託系統本社等。
- NTT Docomo品川大廈
- 港港南郵便局
- 东京都下水道局 港南水再生中心
- 東京都中央批發市場 食肉市場
- 東京海洋大学 海洋科學部
- 東京都交通局 品川自動車營業所

住宿設施
- 東京詩穎洲際酒店

## 公園
品川北埠頭公園 -港南五丁目。以棒球場為主體的公園。
- 開園日期：1975年12月1日
- 面積：5,950.00平方公尺
- 交通方式：品川站搭巴士（都營巴士品99系統）「港南大橋」巴士站下車。

芝浦中央公園 - 港南一丁目（使用芝浦水再生中心部分用地）。由A座、B座、C座組成，A座以步道為主，B座為草坪廣場與Dog run，C座為四座網球場與五人制足球場，須付費。夜間不開放。
- 開園日期：A座與B座在1980年開園，C座在1988年開園。
- 面積：28,720.63平方公尺。
- 交通方式：品川駅港南口步行5分。可搭都營巴士在「芝浦中央公園入口」巴士站下車。

港南綠水公園 - 港南四丁目。

## 備註
1. ↑  .   [2013-08-08]. （原始内容存档于2014-07-14）.
2. ↑  .   [2013-08-11]. （原始内容存档于2014-01-06）.